# 涅提·蒂瓦里

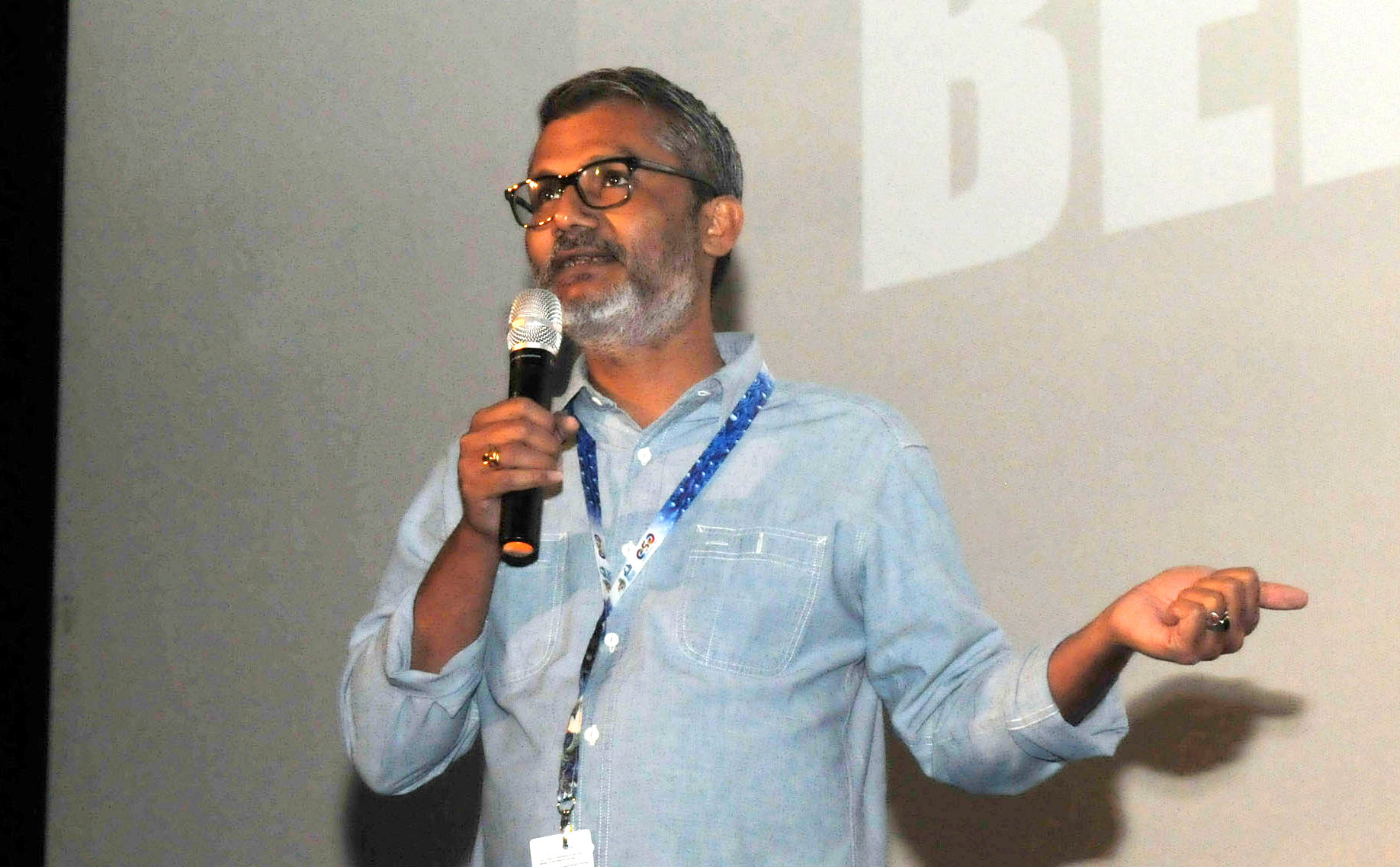
涅提·蒂瓦里

涅提·蒂瓦里 (Nitesh Tiwari，1973年5月22日—) 是印度电影宝莱坞导演、编剧和作词家。 涅提·蒂瓦里生于中央邦。 涅提·蒂瓦里是我和我的冠軍女兒的編劇和導演。他也是最初的梦想的導演。 